# Porfírivka
Porfírivka (en (ucraïnès): Порфирівка, en rus: Порфирьевка, Porfírievka) és un poble de la República Autònoma de Crimea a Ucraïna, que el 2014 tenia 71 habitants. Pertany al districte rural de Saki.